# Diecezja Iquique
Diecezja Iquique – rzymskokatolicka diecezja w Chile.
Jej stolicą jest Iquique. Zajmuje cały region I w północnej części kraju.
Została powołana 20 grudnia 1929 roku.